# Alexeï Liovkine
Alexeï Sergueïévitch Liovkine, en russe : Алексей Сергеевич Лёвкин et en ukrainien : Олексій Сергійович Льовкін, né en 1984 en Russie, est un musicien de black metal, militant néonazi russe et militaire, d'abord au sein du régiment Azov puis du Corps des volontaires russes.

## Biographie
Alexeï Liovkine naît en 1984[réf. nécessaire] en Russie et est originaire de l’oblast de Tver.
Il a été membre de l'Unité nationale russe.
En 2003, il forme le groupe de national socialist black metal (NSBM) M8L8TH (signifiant « Marteau d'Hitler »). Il est également le fondateur des groupes musicaux néonazis Adolfkvlt et Shepot Run  ainsi que du label Lost Reich Rex,.
En 2003 ou en 2004, il fonde à Tver une branche de l'organisation transnationale Pagan Front, organisation liée au NSBM menée par Hendrik Möbus du groupe NSBM allemand Absurd. Elle devient inactive en 2007. En 2006, Liovkine est accusé d'un triple homicide et d'une profanation de cadavre. Il est acquitté faute de preuves et en raison de l'expertise psychiatrique rendue par la cour. Il fait l'objet d'un suivi psychiatrique jusqu'en 2011.
Il fonde ensuite Wotanjugend, qui est au début une association informelle émanant de son label de musique. Wotanjugend devient une organisation politique à proprement parler en 2012 et fait sa première apparition publique lors de la marche russe de 2012. Durant cette même décennie, il fonde le festival NSBM d'Asgardsrei en Russie,. Malgré quelques apparitions publiques, l'organisation concentre la plupart de ses activités sur Internet et Levkine la décrit comme une « mini-université en ligne pour les partisans de l'idéologie de droite ».
En 2014, il s'installe en Ukraine, en cavale dans le cadre d'une affaire de triple meurtre. Il poursuit le projet musical M8L8TH avec une nouvelle équipe. En conséquence, il délocalise les activités de Wotanjugend en Ukraine, tandis qu'une partie de sa base militante restée en Russie soutient le Kremlin dans sa guerre contre l'Ukraine. Il devient combattant volontaire du bataillon Azov jusqu'en 2015. En octobre 2015, il cofonde avec Ivan Mikheev le Centre russe, une organisation de russes exilés en Ukraine,.
En 2019, il participe à l'organisation de l'événement Führernacht, dédié à la gloire d'Adolf Hitler.
En Ukraine, il s'engage auprès du régiment Azov,. En 2023, en pleine guerre russo-ukrainienne, il est localisé à Belgorod, alors attaqué par des groupes russes pro-ukrainiens dont la légion « Liberté de la Russie » et le Corps des volontaires russes, dont ferait partie Liovkine,. Il fait depuis partie de la liste des personnes recherchées par la fédération de Russie.

## Prises de position
Alexeï Liovkine est opposé à Vladimir Poutine. En 2016, il estime que la guerre du Donbass est « la punition des Ukrainiens par Poutine pour avoir osé se révolter contre son protégé, et aussi un vaccin pour les Russes, afin qu'ils ressentent au niveau purement émotionnel que, s'il devaient se soulever contre le régime de Poutine, une guerre civile éclaterait en Russie ». Pour lui, l'impérialisme russe contemporain n'est pas nationaliste mais un « plan néo-communiste » visant à faire perdurer les élites russes au pouvoir.
Son mouvement Wotanjugend salue les terroristes Timothy McVeigh et Anders Breivik comme des « héros ». Ce mouvement s'inspire également du mysticisme nazi et interprète le modèle organisationnel de la société spartiate comme « un archétype fasciste ». La Wotanjugend estime ainsi que la brutalité des tonalités musicales du black metal reflèterait « le véritable esprit spartiate ». Alexeï Liovkine se revendique également du slavo-aryanisme, une idéologie que le politologue Adrien Nonjon définit comme « pan-nationale » et « mêlant paganisme et occultisme hitlérien ».
Ses positions politiques inspirent sa vision du black metal, ainsi l'on peut lire dans le manifeste de son label Militant Zone que « Sui generis c'est l'harmonie absolue de la forme et du contenu, des mots et des actes, qui ont été les qualités uniques qui ont permis au genre Black Metal de dépasser son cadre subculturel, devenant un véritable et intégral acte de résistance au monde moderne ». Il qualifie son approche du black metal de « militant black metal ». Il tente ainsi de concevoir une philosophie conservatrice-révolutionnaire du black metal lors de conférences menées avec la militante du Corps national Olena Semenyaka.

## Style musical
Le « militant black metal » d'Alexeï Levkine emprunte au punk rock et parfois au rap et à la trap, afin d'« inspirer la lutte et la résistance plutôt que la contemplation du monde qui s'écroule ».